# SkyscraperCity
SkyscraperCity, известен още като SSC, е независима организация, онлайн форум, фокусиран върху проблемите на съвременните архитектура и градоустройство, като се разискват различни видове строителни въпроси, свързани с градското развитие, градско разнообразие. Членовете могат да споделят собствени снимки с широката общественост за да покажат различните порстраствени решения и да коментират урбанизацията, плътността, красотата на сградите и качеството на живот. Сайтът се издържа от средства, събирани от реклама.

## История
SkyscraperCity е резултат от обединяването на няколко форума. Съществува от 11 септември 2002 г. По това време, форумите имат 280 000 хиляди потребители и включва повече от 23 милиона ревюта. Създателят е и главен администратор – Ян Клеркс, роден в Ротердам, Нидерландия.
Според Alexa, през януари 2010 г., форумът е бил най-посещаван сайт в света, заемащ позиция 1008 и 1187 съответно в Бразилия и Португалия.

## Структура
- World Development News Forums (Раздел посветен на проекти от цял свят)
- World Forums (раздел занимаващ се с обсъждане на съществуващите сгради, градоустройство, инфраструктура и транспорт)
- Photo Forums (раздел, посветен на снимки на сгради, обекти и други структури)
- Continental Forums (Раздел, разпределен в следните географски зони: Северна Америка, Австралия и Нова Зеландия, Азия, Филипините, Близкия изток и Африка, Обединени арабски емирства. Тези раздели са допълнително разбити на отделни държави или групи)
- Latin American Forums (Латинска Америка, Бразилия, Мексико)
- European Forums (На практика всички европейски страни)
- Club Forums (различни интересни статии, създаване на свои собствени 3D модели в играта SimCity и др)

## Български раздел
Българският раздел съществува от 27 април 2008 г. и е част от раздел Euroscrapers. Към септември 2012 г. българския раздел е номер 30 по брой посещения от една държава, като темите за град София са на 37 място сред петдесетте най-посещавани и коментирани градове. 
| 27 април 2008 г. създаден с | 12 126   |
| 2-ро тримесечие 2008 г.     | 12 202   |
| 3-то тримесечие 2008 г.     | 9359     |
| 4-то тримесечие 2008 г.     | 9348     |
| 1-во тримесечие 2009 г.     | 9803     |
| 2-ро тримесечие 2009 г.     | 14 919   |
| 3-то тримесечие 2009 г.     | 14 246   |
| 4-то тримесечие 2009 г.     | 12 336   |
| 1-во тримесечие 2010 г.     | 13 948   |
| 2-ро тримесечие 2010 г.     | 18 843   |
| 3-то тримесечие 2010 г.     | 16 299   |
| 4-то тримесечие 2010 г.     | 21 304   |
| 1-во тримесечие 2011 г.     | 19 622   |
| 2-ро тримесечие 2011 г.     | 20 921   |
| 3-то тримесечие 2011 г.     | 17 619   |
| 4-то тримесечие 2011 г.     | 20 240   |
| 1-во тримесечие 2012 г.     | 21 865   |
| 2-во тримесечие 2012 г.     | 30 260А  |
| 3-то тримесечие 2012 г.     | 32 489АБ |
| 4-то тримесечие 2012 г.     | 29 181АБ |
| 1-во тримесечие 2013 г.     | 36 939   |
| 2-ро тримесечие 2013 г.     | 38 095   |
| Общо 356 975                |          |

А: Българският раздел е най-активния форум в Euroscrapers през този период
Б: Българският раздел е по-активен от някои основните форуми (Португалия и Франция)